# Federația Mexicană de Fotbal

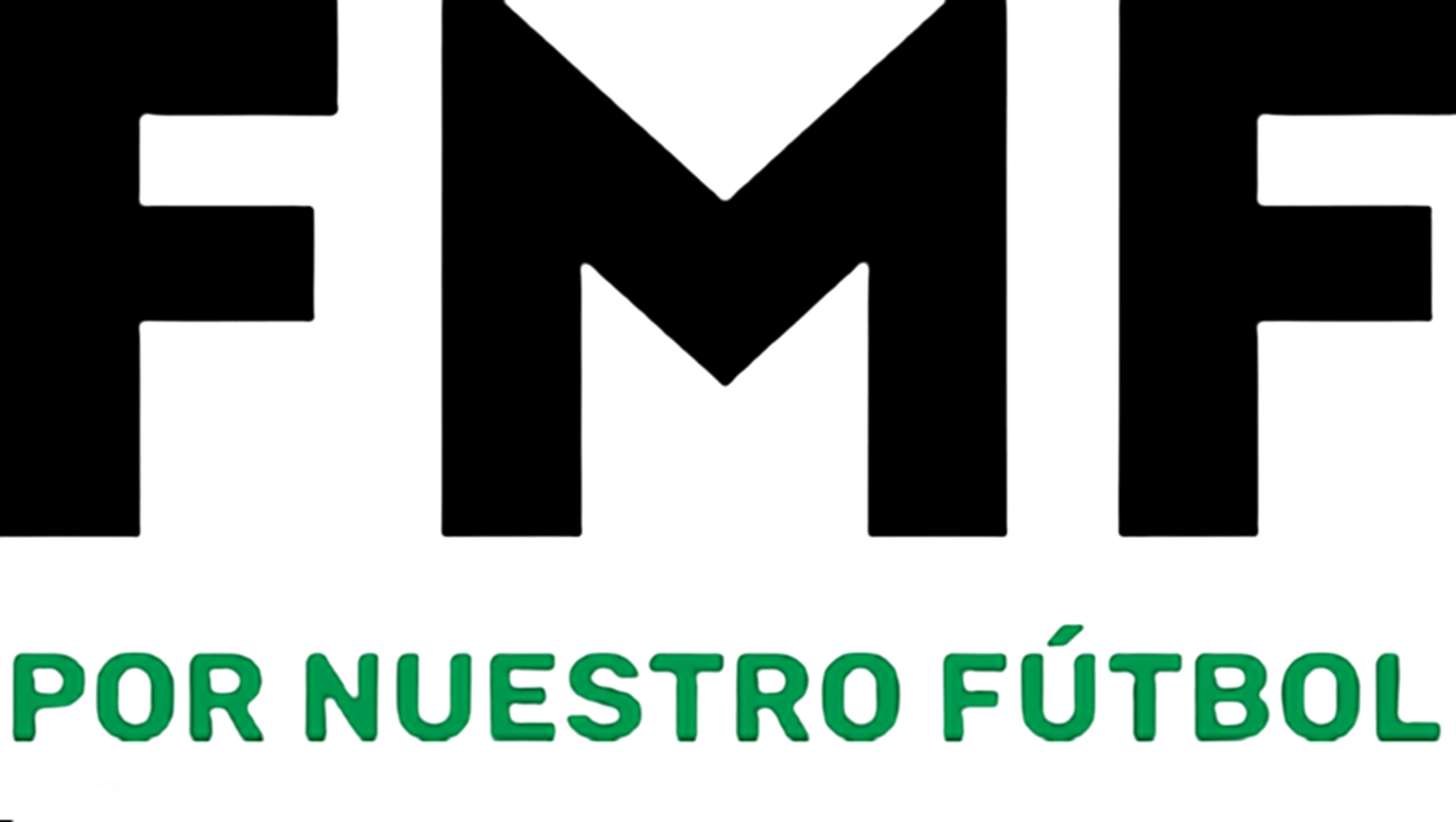

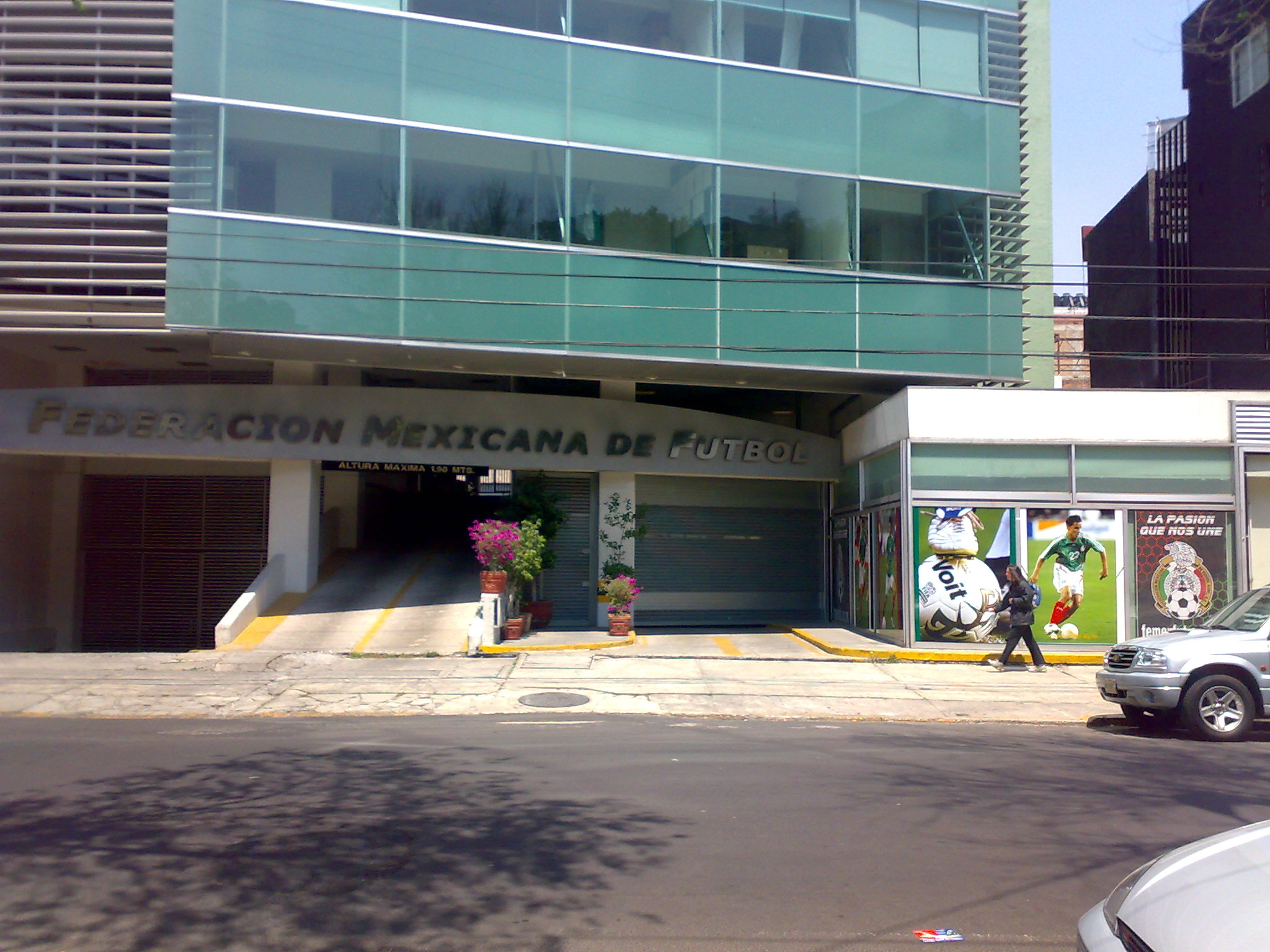

Federația Mexicană de Fotbal (spaniolă Federación Mexicana de Fútbol Asociación, FMF, Femexfut) este forul ce guvernează fotbalul în Mexic. Aceasta organizează echipele naționale și campionatele interne din Mexic. FMF a fost fondată pe 23 august 1927 de primul ei președinte Humberto Garza Ramos.